# Abraham Koogan
Abraham Koogan (em russo: Абрахам Куган; Império Russo,  1912 — Rio de Janeiro, 27 de setembro de 2000) foi um editor judeu-russo radicado no Brasil, responsável pela publicação da Grande Enciclopédia Delta Larousse e do dicionário Koogan-Houaiss, ambas com a participação do lexicógrafo Antônio Houaiss.

## Trabalho e importância editorial
Nascido em Mohyliv-Podilskyi (também grafado Mogilev-Podolski) na então Bessarábia, hoje uma cidade pertencente à Ucrânia, Koogan chegou ao Brasil ainda criança com seus pais em 1920.
Sua editora foi a primeira a lançar livros de Freud no Brasil. Foi também editor do austríaco Stefan Zweig, que em 1936 veio pela primeira vez ao país, recebido pelo editor. O autor seria novamente recebido por Koogan, em 1940, quando veio para o Brasil de modo definitivo.
Seu trabalho editorial foi pioneiro em obras médicas e afins; fundou, em 1952, a Editora Delta - pela qual lançou as enciclopédias Metódica Delta e Delta Júnior e, em 1970, a Grande Enciclopédia Delta Larousse. Também publicou uma atualização do Dicionário Caldas Aulete, duas enciclopédias judaicas e uma coleção organizada por Paulo Rónai de ganhadores do Prêmio Nobel.
O vasto acervo de Koogan com obras de Zweig foi, pouco antes de sua morte, doado à Biblioteca Nacional do Brasil. A documentação reúne cerca de 415 itens entre anotações literárias, poemas, acordos sobre direitos autorais, correspondência e fotografias. O conjunto se encontra na Divisão de Manuscritos, onde compõe a Coleção Abrahão Koogan. 